# Міста Гренади
Міста Гренади.

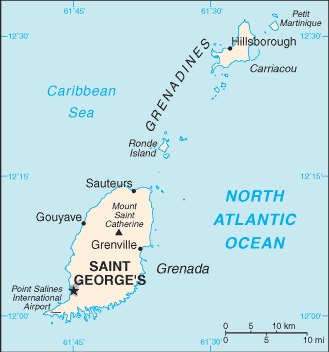
Мапа Гренади

У Гренаді налічується 12 міст із населенням більше 100 мешканців. 1 місто має населення понад 5 тисяч, 5 міст - населення від 1 до 5 тисяч, решта - менше 1 тисячі мешканців.
Нижче перелічено 5 найбільших міст із населенням понад 1 тисячу
| Назва         | Населення (2013) |
| ------------- | ---------------- |
| Сент-Джорджес | 5 796            |
| Гоуяве        | 2 991            |
| Гренвілль     | 2 411            |
| Вікторія      | 2 331            |
| Сент-Дейвідс  | 1 343            |